# Puey Ungphakorn

Puey Ungphakorn (ca. 1959)

Puey Ungphakorn (thailändisch ป๋วย อึ๊งภากรณ์, RTGS Puai Uengphakon, Aussprache: [pǔaj ʔɯ́ŋ.pʰāː.kɔ̄ːn]; * 9. März 1916 in Bangkok; † 28. Juli 1999) war ein thailändischer Wirtschaftswissenschaftler, Verwaltungsfachmann und Hochschullehrer. Er war von 1959 bis 1971 Präsident der thailändischen Zentralbank, von 1960 bis 1972 Dekan der wirtschaftswissenschaftlichen Fakultät und von 1975 bis 1976 Rektor der Thammasat-Universität. 1965 erhielt er den Ramon-Magsaysay-Preis. Er wird als „Vater der thailändischen Wirtschaftswissenschaft“ verehrt.

## Familie und Ausbildung
Puey, dessen Vater aus China eingewandert war, besuchte den französischsprachigen Zweig der Assumption-Schule Bangkok und gehörte zum ersten Jahrgang von Studenten der 1934 gegründeten Thammasat-Universität, von der er 1937 mit einem Bachelorgrad abschloss. Parallel zu seinem Studium arbeitete er bereits als Lehrer an seiner ehemaligen Schule. Er setzte seine Studien in England an der London School of Economics (LSE) fort, von der er 1941 einen Honours Degree 1. Klasse in Wirtschaftswissenschaft erhielt.
Während des Zweiten Weltkriegs und der faktischen Besetzung Thailands durch japanische Streitkräfte schloss er sich der Widerstandsbewegung Seri Thai an und kämpfte freiwillig im Pionierkorps der British Army. 1949 wurde er durch die LSE promoviert. In London lernte er seine Frau, die Engländerin Margaret Smith kennen. Die beiden hatten drei Söhne: den Anti-AIDS-Aktivisten und ehemaligen thailändischen Senator Jon Ungphakorn (* 1947), den Wirtschaftsjournalisten Peter Mytri Ungphakorn (* 1950) und den marxistischen Politikwissenschaftler Giles Ji Ungpakorn (* 1953).

## Karriere und Werk
Nach seiner Promotion kehrte er nach Thailand zurück und wurde als Ökonom im Amt des Obersten Rechnungsprüfers im Finanzministerium tätig. Nach nur drei Jahren war er zum Hauptunterhändler Thailands für Verhandlungen mit der Weltbank über Kredite für wichtige Infrastrukturprojekte aufgestiegen. 1953 wurde er geschäftsführender Direktor des Nationalen Wirtschaftsrats und stellvertretender Präsident der Bank von Thailand, der thailändischen Notenbank. In dieser Position geriet er mehrfach in Konflikt mit Mitgliedern der damals herrschenden Militärclique. So setzte er sich über eine Anordnung der Regierung hinweg, Strafen für Geschäftsbanken, die die Regularien der Zentralbank verletzt hatten, auszusetzen. Gleichfalls ignorierte er eine Anweisung des mächtigen Polizeichefs Phao Siyanon, eine bestimmte US-amerikanische Firma mit dem Druck von Banknoten zu beauftragen, weil er deren Scheine für minderwertig und leicht fälschbar hielt. Aus Protest gegen missbräuchliche Manipulationen der Einfuhrkontrollen durch die Regierung wollte er 1956 seinen Rücktritt einreichen, wurde aber als finanzwirtschaftlicher Berater in die thailändische Botschaft in London versetzt. Dort setzte er sich für mehr ausländische Investitionen in Thailand und eine Stärkung des Zinnabsatzes seines Landes auf dem Weltmarkt ein und wurde stellvertretender Vorsitzender des International Tin Council.
Nach dem Sturz des langjährigen Regierungschefs Plaek Phibunsongkhram und der Machtübernahme durch Sarit Thanarat 1958 kehrte er nach Thailand zurück und wurde zunächst Generaldirektor der neu geschaffenen Abteilung für Haushalt im Amt des Ministerpräsidenten und zugleich des Amts für Fiskalpolitik im Finanzministerium. Von 1959 bis 1971 war er der Präsident der Bank von Thailand. Feldmarschall Sarit schätzte Pueys Fähigkeiten und räumte ihm und seiner Institution daher große Autonomie ein. Puey galt als integer, behutsam und besonnen. Parallel lehrte er ab 1960 Wirtschaftswissenschaft an der Thammasat-Universität, wo er Dekan seiner Fakultät war. Außerdem war er 1962–64 Generaldirektor des Amts für Finanzwirtschaft im Finanzministerium, 1967–72 Berater des Finanzministeriums. 1970 erhielt er einen Ruf als Gastprofessor an die Woodrow Wilson School für Public Policy der amerikanischen Princeton University, 1971–73 an das University College der University of Cambridge.
Da die grassierende Korruption bei hochrangigen Funktionären eine erhebliche Belastung für den Staatshaushalt ausmachte, stellte er diejenigen, die er dafür verantwortlich machte, teilweise kaum verhohlen an den Pranger. Als Zentralbankchef stellte er die Geschäftsbanken unter strengere Aufsicht und versuchte so, die engen Beziehungen zwischen diesen und führenden Militärs zu trennen. Den Ministerpräsidenten Thanom Kittikachorn brachte er 1964 durch die Rezitation eines Gedichts, das auf dessen Mitgliedschaft im Board of Directors einer Privatbank anspielte, zum Rücktritt von dieser Position. Die Bank von Thailand galt in dieser Zeit als einzige korruptionsfreie Institution. In der Geldpolitik verfolgte Puey einen konservativen Kurs und versuchte die Inflation möglichst gering zu halten, auch weil er wusste, dass diese eine faktische Umverteilung von unten nach oben mit sich bringt. Wirtschaftlicher Stabilität räumte er den Vorrang vor raschem Wachstum ein.
Insbesondere in seiner Position als Professor beschäftigte er sich mit möglichen Lösungen für das Armutsproblem und für mehr soziale Gerechtigkeit. So ermunterte er seine Studenten, nach ihrem Abschluss zunächst einige Zeit als freiwillige Lehrer in ländlichen Gebieten zu arbeiten. Seine Veröffentlichungen machten auf die Not der Armen und Vergehen von lokalen Repräsentanten des Staates aufmerksam. 1967 gründete er eine der ersten Nichtregierungsorganisationen für wirtschaftliche Entwicklung des Landes, die Thailändische Stiftung für Ländlichen Wiederaufbau (thailändisch มูลนิธิบูรณะชนบทแห่งประเทศไทย). Mit einem anerkannten Bangkoker Technokraten an der Spitze konnte die Organisation operieren, ohne den – in der damaligen Zeit sehr schnell geäußerten – Verdacht kommunistischer Betätigung auf sich zu ziehen. Bewusst legte er den Sitz der Stiftung in die ländlich geprägte Provinz Chai Nat, abseits des politisch und wirtschaftlich dominanten Zentrums Bangkok. Nachdem Thanom 1971 in einem „Selbstputsch“ die zwei Jahre zuvor gewährte Verfassung aufgehoben hatte, erreichte Puey endlich seine Entlassung als Zentralbankpräsident, um die er zuvor schon mehrmals gebeten hatte, mit der Begründung, sich mehr auf seine Lehrtätigkeit konzentrieren zu wollen.

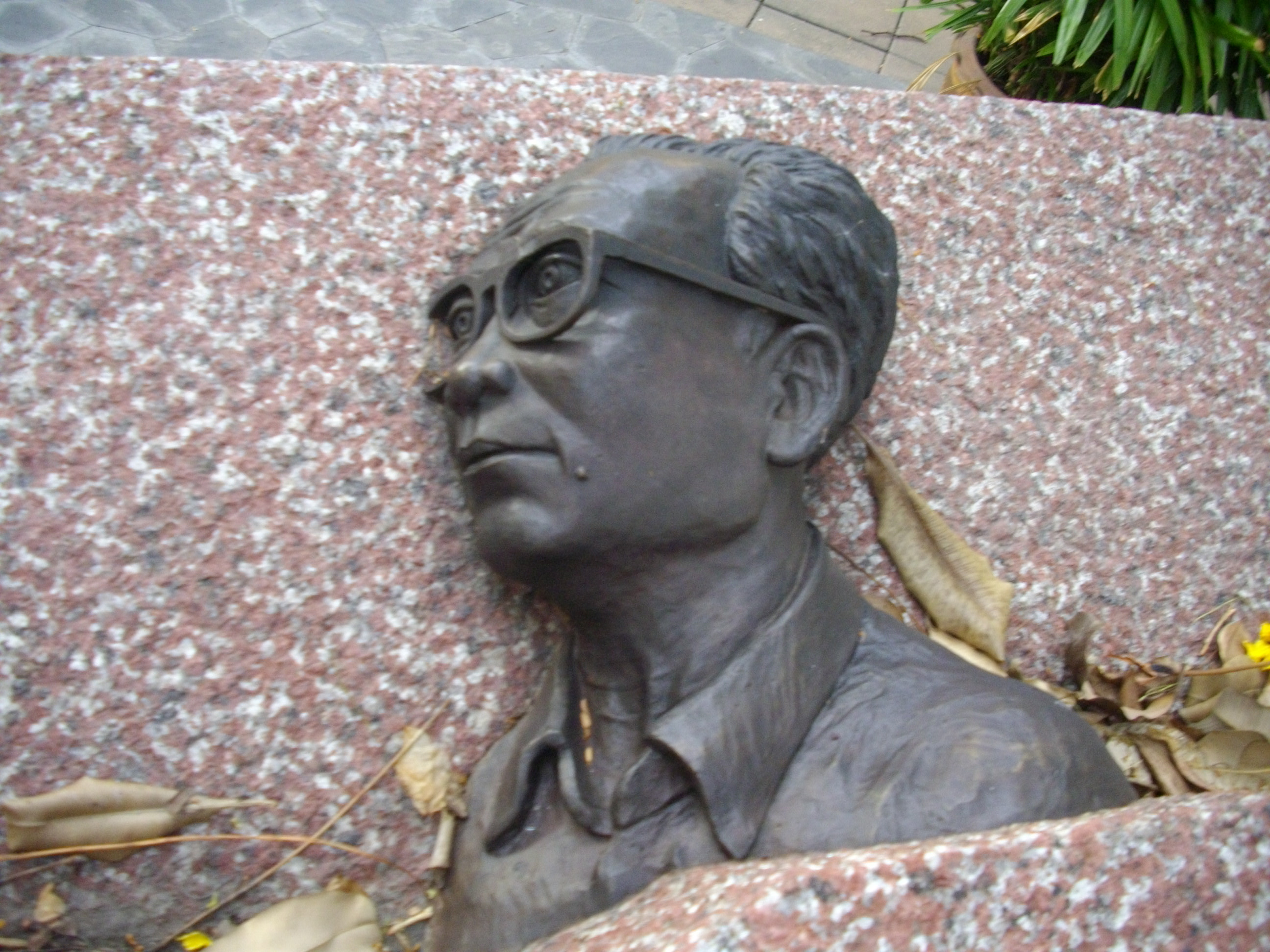
Skulptur von Puey Ungphakorn am Denkmal für das Massaker vom 6. Oktober 1976

Nach dem demokratischen Volksaufstand im Oktober 1973 berief König Bhumibol Adulyadej Puey in die Nationale Legislativversammlung. Von 1974 bis 1975 stand er dem Beirat für Wirtschaftsfragen des Übergangsministerpräsidenten Sanya Dharmasakti vor, dem er 1975 auch als Rektor der Thammasat-Universität nachfolgte. Mit seiner Toleranz gegenüber der linken Studentenbewegung an seiner Universität wurde er zu einem Feindbild der Rechten während der folgenden, politisch stark polarisierten Phase. Seine Gegner warfen ihm vor, ein Kommunist zu sein. Nach dem Massaker vom 6. Oktober 1976, dessen Augenzeuge er war, floh er nach England.
Im September 1977 erlitt er einen Schlaganfall, nach dem er kaum noch sprechen und sich nur schwer bewegen konnte, sodass er während der mehr als zwanzig verbleibenden Jahre seines Lebens keine Werke mehr verfasste. Er fungierte aber vom englischen Exil aus weiterhin als Kontaktperson für Aktivisten gegen Menschenrechtsverletzungen und Pressezensur in Thailand. Erst 1987 besuchte er sein Heimatland noch einmal.